# 34712 Zexixing
34712 Zexixing è un asteroide della fascia principale. Scoperto nel 2001, presenta un'orbita caratterizzata da un semiasse maggiore pari a 3,060331 UA e da un'eccentricità di 0,132522, inclinata di 14,001011° rispetto all'eclittica. Ha un diametro di 10,692 km.